# أبو كلاب بن أبي صعصعة
أبو كلاب بن أبي صعصعة (المتوفي سنة 8 هـ) صحابي من الأنصار من بني مازن بن النجار من الخزرج، شهد غزوة أحد وما بعدها من المشاهد، وقتل في غزوة مؤتة سنة 8 هـ هو وأخاه جابر.